# 吾祠乡
吾祠乡，是中华人民共和国福建省龙岩市漳平市下辖的一个乡镇级行政单位。

## 行政区划
吾祠乡下辖以下地区：
吾祠村、留地洋村、彭溪村、内林村、彭炉村、陈地村、厚德村、北坑场村和凤山村。